# Bouasone Bouphavanh
Bouasone Bouphavanh (ur. 1954 w prowincji Saravane) – polityk laotański, od czerwca 2006 do grudnia 2010 premier.
Kształcił się w ZSRR, przed 1975 działał w opozycji. W rządzie Laosu pełnił funkcję przewodniczącego Państwowej Komisji Planowania, był jednym z wicepremierów, od października 2003 pierwszym wicepremierem. Zasiada w Biurze Politycznym Laotańskiej Partii Ludowo-Rewolucyjnej. Uważany za człowieka związanego z byłym szefem państwa i partii Khamtai Siphandonem, w czerwcu 2006 w czasie szerokiej wymiany kadr na najwyższych stanowiskach zastąpił Boungnanga Vorachitha na czele rządu. W grudniu 2010 zrezygnował z urzędu. Na stanowisku zastąpił go Thongsing Thammavong.